# Мийт
Мийт (на английски: County Meath, Каунти Мийт; на ирландски: Contae na Mí) е едно от 26-те графства на Ирландия. Намира се в провинция Ленстър. Граничи с графствата Каван, Уестмийт, Килдеър, Офали, Монахан, Дъблин и Лаут. Има площ 2342 km². Население 162 831 жители към 2006 г. Главен град на графството е Наван. Градовете в графството са Атбой, Ашборн, Джулианстаун, Дъншоклин, Енфийлд, Келс, Кинегад, Наван (най-голям по население), Оулдкасъл и Трим.